# Nangaritza (canton)
Nangaritza est un canton d'Équateur situé dans la province de Zamora-Chinchipe.

## Géographie

### Découpage administratif
Le canton de Nangaritza est un découpage administratif de deuxième division en Équateur.
Les sous-divisions administratives de ce canton sont
- Guayzimi

- Zurmi

- Nuevo Paraiso

## Climat
Le climat est océanique et chaud, en effet la température moyenne annuelle est de 16,3 °C
Les précipitations moyenne sont de 553,1mm toute l'année, il n'y a donc pas de saison sèche/ saison humide. Cependant les "meilleures" saison ou visitez le canton sont de Janvier à Mai, pour cause; la température.